# Aartsbisdom Santa Maria
Het aartsbisdom Santa Maria (Latijn: Archidioecesis Sanctae Mariae; Portugees: Arquidiocese de Santa Maria) is een in Brazilië gelegen rooms-katholiek aartsbisdom met zetel in de stad Santa Maria in de staat Rio Grande do Sul. De aartsbisschop van Santa Mariao is metropoliet van de kerkprovincie Santa Maria waartoe ook de volgende suffragane bisdommen behoren:
- Bisdom Cachoeira do Sul
- Bisdom Cruz Alta
- Bisdom Santo Ângelo
- Bisdom Santa Cruz do Sul
- Bisdom Uruguaiana

## Geschiedenis
Het bisdom Santa Maria werd opgericht op 1910 door paus Pius X. Het gebied behoorde daarvoor toe aan het bisdom São Pedro do Rio Grande (tegenwoordig aartsbisdom Porto Alegre). De volgende bisdommen werden in de daaropvolgende jaren afgesplitst: Passo Fundo (1951), Frederico Westphalen (1961), Cruz Alta (1971) en Cachoeira do Sul (1991).
Paus Benedictus XVI verhief het bisdom tot aartsbisdom op 13 april 2011.

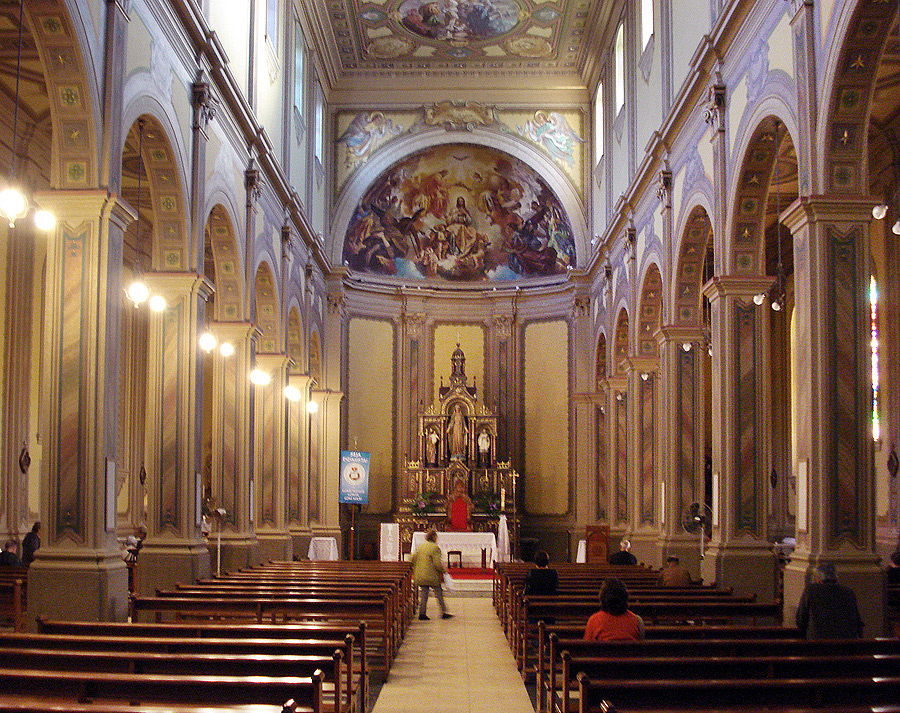
Kathedraal van Santa Maria
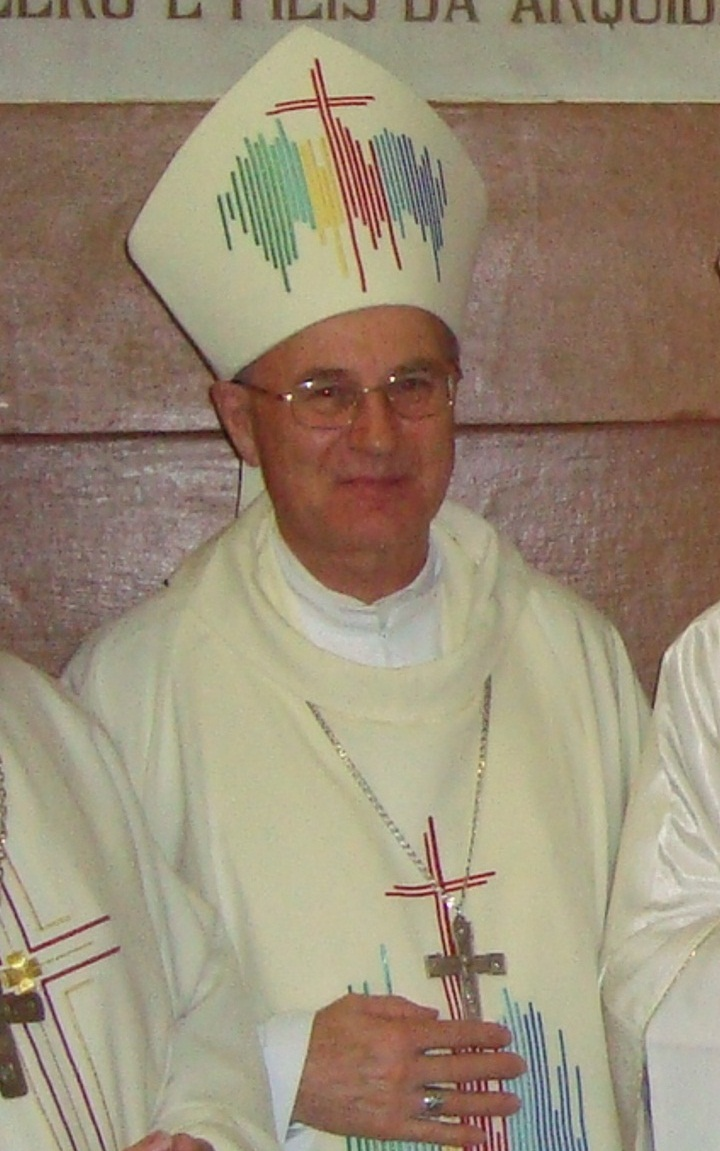
Aartsbisschop Hélio Adelar Rubert

## Bisschoppen van Santa Maria

### Bisschoppen
- 1911–1922: Miguel de Lima Valverde
- 1922–1928: Ático Eusébio da Rocha (later bisschop van Cafelândia)
- 1931–1960: Antônio Reis
- 1960–1970: Luís Victor Sartori
- 1971–1973: Érico Ferrari
- 1974–2004: José Ivo Lorscheiter
- 2004-2011 Hélio Adelar Rubert (vanaf 2011 aartsbisschop)

### Aartsbisschoppen
- 2011-2021: Hélio Adelar Rubert (tot 2011 bisschop)
- 2021-heden: Leomar Antônio Brustolin